# Kugayama
 (décembre 2023).
Si vous disposez d'ouvrages ou d'articles de référence ou si vous connaissez des sites web de qualité traitant du thème abordé ici, merci de compléter l'article en donnant les références utiles à sa vérifiabilité et en les liant à la section « Notes et références ».
Kugayama (久我山) est un quartier résidentiel de Tokyo situé dans l'arrondissement de Suginami, à l'est de Shinjuku. Sa population est de 19 175 personnes (2011). Son code postal est 168-0082.
Kugayama est desservi par la ligne ferroviaire Keiō Inokashira (gares de Kugayama (en), Fujimigaoka (en) et Mitakadai (en)).